# Милета Продановић
Милета Продановић (Београд 1959) српски је сликар, писац и професор универзитета.

## Биографија
Завршио сликарски одсек Факултета ликовних уметности у Београду 1983. године, у класи професора Стојана Ћелића и на истом факултету магистрирао 1985. године, у класи професора Зорана Петровића. Специјализација у Лондону, на Royal College of Arts 1989-90. Године 2009, на ФЛУ у Београду, под менторством професора Чедомира Васића, стекао звање доктора ликовних уметности. Од 1989. ради на ФЛУ у Београду где је, 2012. године, изабран за редовног професора.
Излагао од 1980. године на самосталним и групним изложбама на простору бивше Југославије и у више европских градова (Рим, Тибинген, Тулуз, Каркасон,Венеција, Беч, Грац, Праг, Регенсбург, Кијев...). Године 1986. излагао на Бијеналу у Венецији, у југословенском павиљону. Дела му се налазе у најважнијим јавним и приватним колекцијама у Србији: Музеј савремене уметности и Народни музеј у Београду, Галерија „Надежда Петровић“ у Чачку и многим другим.
Од 1983. објављује прозу, есејистичке текстове из области визуелних уметности и учествује на домаћим и међународним скуповима из области студија културе. Публиковао је једанаест прозних књига, две књиге путописа и три књиге есеја. 
Добитник је више награда из области ликовне уметности, ликовне критике и књижевности од којих су најважније Награда на IX међународној изложби оригиналног цртежа (Модерна галерија Ријека, 1984), Награда „Лазар Трифуновић“ за ликовну критику (Београд, 1993), Награда из фонда „Иван Табаковић“ за ликовну уметност (Београд, 1996), Награда на 40. Октобарском салону (Београд,1999), Награда града Београда за књижевност и преводно стваралаштво (Београд, 2003), Награда „Сава Шумановић” за изузетне домете у ликовном изразу (Нови Сад, 2006), Виталова награда за књигу године у 2007. (Врбас-Београд, 2008) и Награда за модерни уметнички сензибилитет из фонда „Тодор Манојловић” (Зрењанин, 2011).